# Bangue Reits

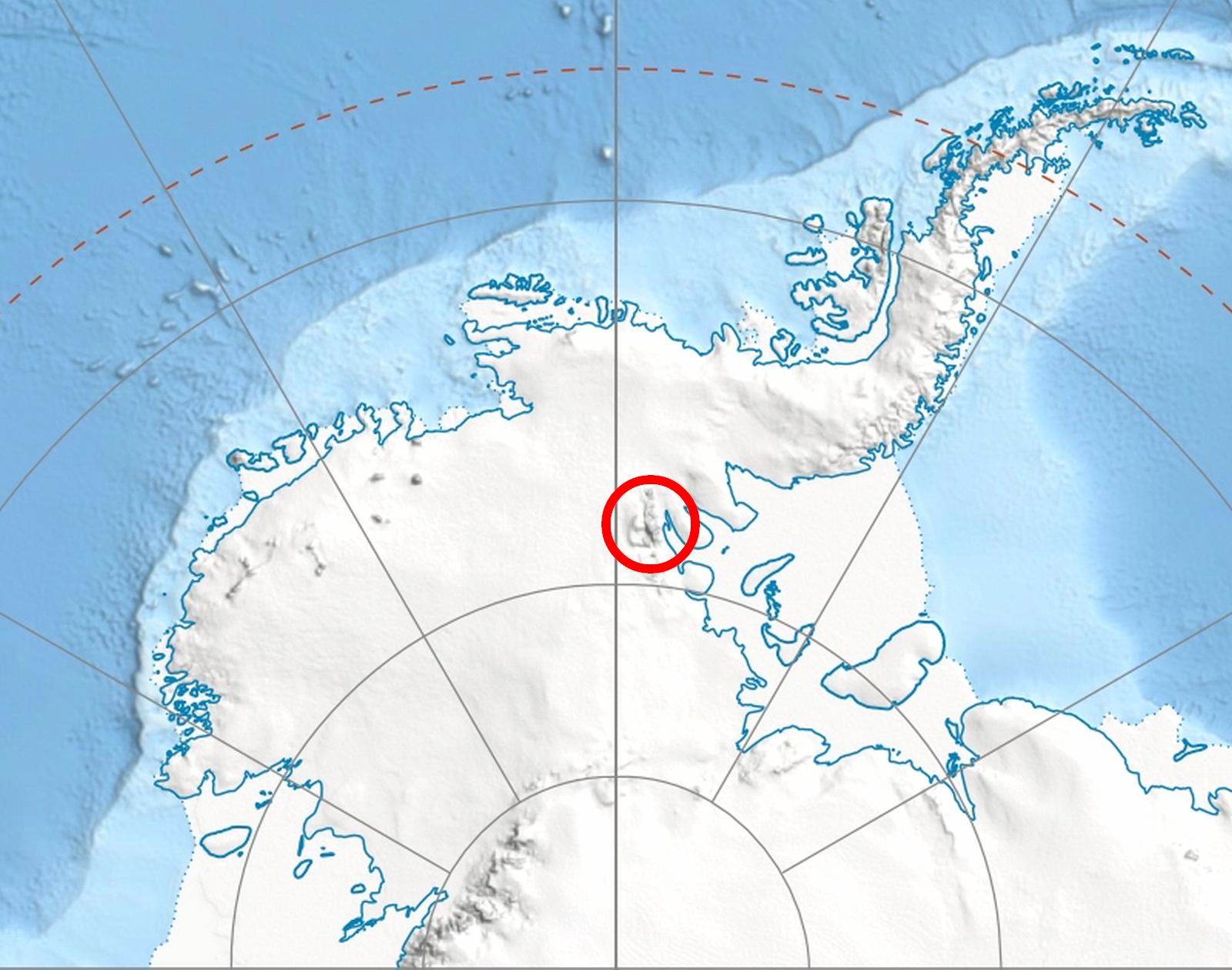
Localização da Cordilheira Sentinela na Antártica Ocidental.

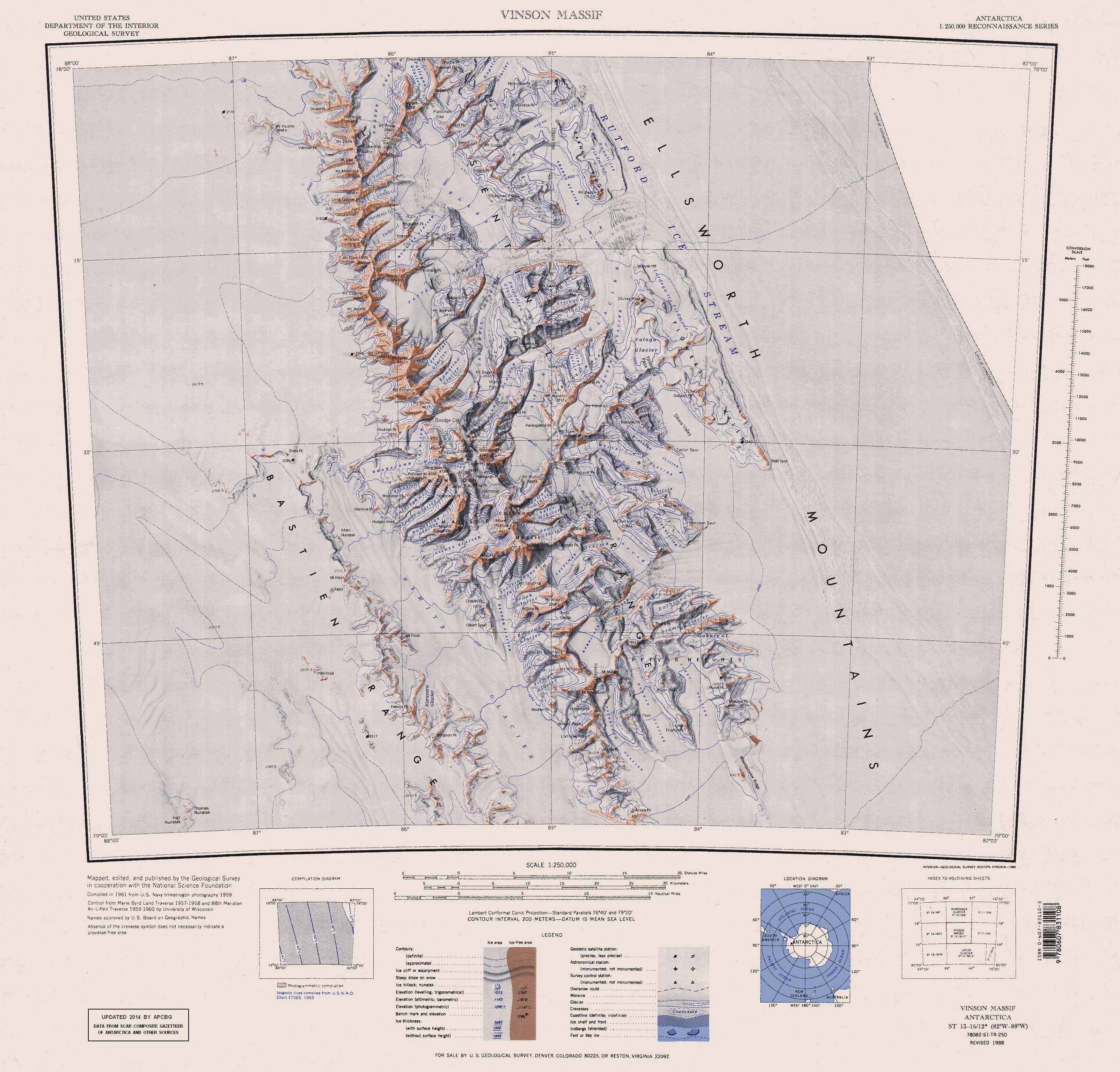
Mapa de Sentinel.

Bangue Reits ( em búlgaro:  Бангейски възвишения    , 'Bangeyski Vazvisheniya' \ ban-'gey-ski v & -zvi-'she-ni-ya \) estão na Antártica . São as alturas que aumentam para 2900 m no pico de Bezden, na região norte-central de Sentinel, nas montanhas Ellsworth, estendendo-se 12   km na direção sudoeste-nordeste e 10   km na direção noroeste-sudeste. Eles são delimitados pela geleira Patleyna a oeste, a geleira Embree a noroeste e nordeste e a geleira Kopsis a sudeste, e ligados a Probuda a sudoeste por Chepino Saddle e a Maglenik Heights ao sul por Panicheri Gap . Seu interior é drenado pelas geleiras Marsa e Padala .
As alturas são nomeadas após o assentamento de Bangeytsi no norte da Bulgária.

## Localização
Bangey Heights estão centradas no 78° 02′ 30″ S, 85° 34′ 00″ O. Mapeamento dos EUA em 1961, atualizado em 1988.

## Mapas
- Maciço de Vinson. Escala 1: 250 000 mapa topográfico. Reston, Virgínia: US Geological Survey, 1988.
- Banco de dados digital antártico (ADD).Escala 1: 250000 mapa topográfico da Antártica. Comitê Científico de Pesquisa Antártica (SCAR). Desde 1993, atualizado regularmente.